# Space Foundation
Space Foundation est une organisation américaine à but non lucratif qui fait la promotion de l'industrie spatiale par le biais d'activités de sensibilisation à l'espace, de programmes éducatifs et d'événements.
Fondée en 1983, la Space Foundation a pour but d'inspirer, d'éduquer, de tisser des liens et de défendre les intérêts de la communauté spatiale mondiale.